# اسلوبودوسکوی
شهر اسلوبودوسکوی (به روسی: Слободской) در کشور روسیه و در اوبلاست کیروف واقع شده‌است.